# Impresiones y paisajes
Impresiones y paisajes es un libro de viajes de 1918 escrito por el poeta y dramaturgo español Federico García Lorca. Es su único libro escrito en prosa y relata los viajes de estudio que realizó el poeta granadino cuando era estudiante universitario por tierras de Madrid, El Escorial, Ávila, Medina del Campo, Salamanca, Zamora, Astorga, Orense, Redondela, Santiago de Compostela, La Coruña, Lugo, León, Sahagún, Venta de Baños, Burgos y Segovia durante los años 1916 y 1917. La portada fue realizada por su amigo el pintor español Ismael González de la Serna.